# Ernst Elwert (Politiker)
Ernst Georg Wilhelm Elwert (* 13. Januar 1788 in Dornberg (Hessen); † 1. März 1863 in Darmstadt) war ein hessischer Gutsbesitzer und liberaler Politiker und Abgeordneter der 2. Kammer der Landstände des Großherzogtums Hessen.
Ernst Elwert war der Sohn des Regierungsrates Anselm Karl Elwert und dessen Ehefrau
Luise, geborene Rang. Elwert, der evangelischen Glaubens war, heiratete 1813 in erster Ehe Henriette geborene Schrimpf (1794–1878) und in zweiter Ehe Johanna Regine geborene Röchel (1802–1875).
Ernst Elwert wurde 1810 Amtsassessor im Büro des Ministeriums für Auswärtige Angelegenheiten. 1821 wurde er Landratsassistent im Landratsbezirk Dornberg (sein Vater war dort Landrat), später 1. Assessor mit Stimme bei der Regierung Darmstadt. 1824 war er Regierungsrat, 1832 Rat bei der Rechnungskammer Darmstadt. 1848 war er Mitglied des Vorparlaments. Zwischen 1849 und 1862 war er Mitglied der Brand-Assekuration-Kommission und Spezialdirektor für die Aachener und Münchener Versicherungsgesellschaft. 1856 erfolgte die Ernennung zum Oberrechnungsrat und 1861 ging er in Pension.
Von 1826 bis 1833 und erneut 1848 bis 1849 gehörte er der Zweiten Kammer der Landstände an. Er wurde zunächst für den Wahlbezirk Starkenburg 2/Groß-Gerau und dann im Wahlbezirk Starkenburg 10/Breuberg gewählt.